# جزیره یاروک
جزیره یاروک (روسی: остров Ярок) یک جزیره در شمال استان یاقوتستان کشور روسیه است.